# Aktynowce
Aktynowce – grupa pierwiastków chemicznych wydzielona z układu okresowego. Ich nieoficjalny wspólny symbol to An.
Grupa ta liczy 15 metali: aktyn, tor, protaktyn, uran, neptun, pluton, ameryk, kiur, berkel, kaliforn, einstein, ferm, mendelew, nobel, lorens.
Metale te są dość aktywne chemicznie o zróżnicowanym, w odróżnieniu od lantanowców, stopniu utleniania – od III dla pierwiastków o jądrze większym od kiuru do VI dla uranu.
Wszystkie aktynowce są promieniotwórcze. Praktycznie tylko tor, protaktyn i uran występują w skorupie ziemskiej, ponieważ ich okres połowicznego rozpadu jest rzędu wieku Ziemi. Śladowe ilości neptunu i plutonu można znaleźć w rudach uranu. Są one prawdopodobnie produktem oddziaływania szybkich neutronów pochodzących z promieniowania kosmicznego na jądra uranu.
Aktynowce położone w układzie okresowym za uranem, tzw. transuranowce (zwane również uranowcami), praktycznie nie występują w przyrodzie i muszą być otrzymywane w drodze sztucznych przemian jądrowych.
Wśród aktynowców wyróżnia się również cisuranowce, czyli aktynowce o liczbie atomowej mniejszej niż 92. Natomiast grupa transuranowców o liczbie większej od 95 bywa nazywana kiurowcami dla podkreślenia ich podobnych właściwości chemicznych.